# Munkfors (plaats)
Munkfors is de hoofdplaats van de gemeente Munkfors in het landschap Värmland en de provincie Värmlands län in Zweden. De plaats heeft 3224 inwoners (2005) en een oppervlakte van 736 hectare. Van de 736 hectare waar Munkfors uit bestaat ligt 5 hectare in de gemeente Hagfors, op deze 5 hectare wonen 9 mensen. De rivier de Klarälven stroomt door Munkfors.
Munkfors is een industrieplaats. Sinds de 17e eeuw groeide de plaats, naarmate de ijzerindustrie zich uitbreidde. Tegenwoordig wordt de plaats steeds meer een forensenplaats, gericht op de stad Karlstad en de industrie in Hagfors. Ook zijn er veel Duitsers, Nederlanders en stadse Zweden met een vakantiehuis in de omgeving.

## Geschiedenis
De geschiedenis van Munkfors gaat terug tot de middeleeuwen, toen er een belangrijke bedevaartsroute door het gebied liep. Volgens een legende richtte monniken van het Alvastra klooster in de 12e eeuw hier een stopplaats op, voor de vele trekkende bedevaartgangers. 
In de 17e eeuw kwam de ijzerindustrie op gang in Värmland. Johan Börjesson Carlberg, toentertijd burgemeester van Karlstad, had rond Ransäter al drie hamersmidsen opgericht. Rond 1670 richtte hij bij een stroomversnelling van de Klarälven, waar men tegenwoordig Munkfors vindt, ook een hamersmidse op. Het ruwe ijzer kwam uit Sunnemo, waar dezelfde burgemeester al in 1640 een gieterij liet bouwen. In de loop van de jaren bloeide de ijzerindustrie in Värmland, waarmee ook in Munkfors, op tot de grootste productie van Zweden. 
In de 19e eeuw werd de ijzerproductie drastisch veranderd, door de ontwikkeling van nieuwe processen. De manager Johan Fredrik Lund van de ijzerindustrie in Munkfors experimenteerde toentertijd met het vernieuwende Martinproces, en wist in 1864 te Munkfors als eerste ter wereld het proces met succes uit te voeren. In 1868 stapte de ijzerindustrie in Munkfors over op deze wijze van ijzerproductie. In 1929 werd een nieuw fabriekspand geopend. In 1941 werd de ijzerfabriek voor goed gesloten.

### Administratieve historie
Bij het vormen van de gemeentes (kommun) in Zweden behoorde Munkfors tot Ransäters Landskummun. In 1949 werd de gemeente omgedoopt tot het kommun Munkfors Köping. Lange tijd was Ransäter de hoofdplaats van deze gemeente, totdat Munkfors Köping in 1971 opging in Munkfors kommun met Munkfors als hoofdplaats. In tegenstelling tot veel gemeentes in Värmland, behield de relatief kleine gemeente Munkfors zijn formaat in de gemeentelijke herindelingen in de jaren 70 van de 20e eeuw. 

## Verkeer en vervoer
Bij de plaats lopen de Riksväg 62 en Länsväg 241.